# Elpinike
Elpinike (altgriechisch Ελπινίκη Elpiníkē) war eine Tochter von Miltiades (dem Jüngeren), dem Sieger von Marathon, und der thrakischen Königstochter Hegesipyle. Sie gehört zu den bemerkenswertesten Frauen ihrer Epoche in Griechenland. Kimon (* um 510 v. Chr.; † 449 v. Chr.), der spätere athenische Staatsmann und Feldherr, war ihr Halbbruder. Elpinikes genaue Lebensdaten sind nicht bekannt.
Elpinike stammte wie ihr Bruder aus dem alten Athener Adelsgeschlecht der Philaiden. Die Angaben, dass sie eine Halbschwester Kimons gewesen ist, stützen sich auf Hinweise, dass beide längere Zeit als Mann und Frau zusammenlebten, was Halbgeschwistern, die nicht dieselbe Mutter hatten, nach den damaligen athenischen Gesetzen erlaubt war.
Ihr Bruder Kimon musste sich jedoch später gezwungenermaßen von ihr trennen: Als ihr Vater Miltiades 489 v. Chr. im Gefängnis gestorben war, ohne dass er für eine militärische Niederlage, für die er verantwortlich gemacht wurde, die hohe Geldstrafe von 50 Talenten bezahlen konnte, ging die daraufhin verfügte Atimie (Verlust der bürgerlichen Ehrenrechte) auf ihren Bruder Kimon über, der ebenfalls außerstande war, die Schuld zu begleichen.
Aus dieser fatalen Lage wurde Kimon jedoch durch die Schönheit seiner Schwester gerettet: Der reiche Athener Kallias verliebte sich in Elpinike und verhandelte – wie Cornelius Nepos berichtet – daher mit Kimon, dass er sie ihm zur Frau gebe: erfülle man seinen Wunsch, so wolle er das Geld für ihn bezahlen. Da dieser jedoch ein solches Anerbieten von sich wies, erklärte Elpinike, sie werde nicht dulden, dass der Sohn des Miltiades im Gefängnis umkomme, da sie es nunmehr verhindern könne, und sie werde Kallias heiraten, wenn er sein Versprechen erfüllt habe. Kallias bezahlte die Strafe für ihren Bruder, so dass Kimon wieder in alle bürgerlichen Rechte eintreten und beginnen konnte, in der Politik Karriere zu machen, dafür aber Elpinike Kallias überlassen musste.
Aus der Ehe von Kallias und Elpinike ging (wahrscheinlich) der Sohn Hipponikos hervor, der später als reichster Athener seiner Zeit galt. Die Enkelkinder Elpinikes waren Hipponikos’ Sohn Kallias und die Tochter Hipparete (die spätere Ehefrau des Alkibiades).
Von einem Feldzug nach Thrakien brachte Kimon 463 v. Chr. den Maler Polygnotos von Thasos mit nach Athen, der dort rasch berühmt wurde. Er malte unter anderem die Stoa Poikile in Athen aus und soll dabei das Porträt der Elpinike unter den dort abgebildeten trojanischen Frauen platziert haben. Böse Zungen sagten beiden daraufhin eine Liebesaffäre nach. Die bekannte Freundschaft des Malers mit seinem Gönner Kimon, Elpinikes Bruder, reicht aber aus, um diese Ehrenbezeugung zu erklären und zu rechtfertigen.
Als Kimon angeklagt wurde, Bestechungsgelder von Alexander I., König von Makedonien, angenommen zu haben, begab sich Elpinike zu Perikles, der als Führer der demokratischen Partei der schärfste politische Gegner ihres Bruders war, und bat für Kimon. Perikles wies sie (sogar unter Hinweis auf ihr Alter, das ihr solche Interventionen nicht mehr erlaube) zwar recht schroff zurück, aber er unterstützte die Anklage gegen Kimon beim Prozess nur kraftlos und formal.
Kimon, der im Jahr 462/1 v. Chr. durch ein Scherbengericht aus Athen verbannt wurde, soll später über Elpinike mit Perikles auch über die Bedingungen verhandelt haben, unter denen er aus der Verbannung zurückkehren könnte. 451 v. Chr. durfte Kimon seine Vaterstadt wieder betreten und brachte einen vorläufigen Waffenstillstand mit Sparta zustande.
Elpinikes Todesdatum ist nicht bekannt. Plutarch berichtet, dass der berühmte Geschichtsschreiber Thukydides, der mit ihr verwandt war, in Athen in der Nähe des Grabes der Elpinike unter den Gräbern der kimonischen Familie bestattet wurde.